# Wassili Iwanowitsch Jakuntschikow

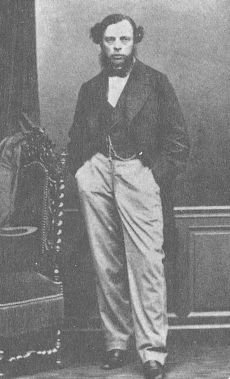
Wassili Iwanowitsch Jakuntschikow

Wassili Iwanowitsch Jakuntschikow (russisch Василий Иванович Якунчиков; * 1827; † 1907 in Moskau) war ein russischer Unternehmer und Mäzen.

## Leben
Jakuntschikow stammte aus einer alten Kaufmannsfamilie aus Kassimow. Er arbeitete und lernte lange in England. Zu seinen Geschäften gehörte auch die Steuerpacht zusammen mit seinem Kompagnon Wassili Alexandrowitsch Kokorew.
1858 erwarb Jakuntschikow in Moskau das zweigeschossige Haus an der Ecke des Sredni Kislowski Pereulok und des Maly Kislowski Pereulok. Später erwarb er auch die angrenzenden Immobilien. Seit 1878 befindet sich hier die Russische Akademie für Theaterkunst.
1860 stiftete Jakuntschikow 1000 Rubel zur Gründung der Moskauer Abteilung der Russischen Musikgesellschaft wie auch Fürst N. S. Trubezkoi und der Kaufmann Sergei Michailowitsch Tretjakow. Später trug Jakuntschikow wesentlich zum Bau des Gebäudes für das Moskauer Konservatorium bei. Er selbst spielte sehr gut die Violine und organisierte Liebhaberkonzerte. In sein Haus kamen Anton und Nikolai Grigorjewitsch Rubinstein, Alexander Nikolajewitsch Skrjabin und Pjotr Iljitsch Tschaikowski. Dort trafen sich sein Schwiegersohn Wassili Dmitrijewitsch Polenow, dessen Schwester Jelena Dmitrijewna Polenowa und die übrigen Mitglieder des Mamontow- bzw. Abramzewo-Clubs sowie der Kunstkritiker Sergei Sergejewitsch Golouschew und der Maler Isaak Iljitsch Lewitan. 1899–1903 wohnte der Künstler Sergei Jurjewitsch Sudeikin bei Jakuntschikow und 1908 der Bildhauer Sergei Timofejewitsch Konjonkow.
1860 wurde Jakuntschikow Mitglied und 1863 Vorsitzender des Rats der Gesellschaft der Freunde des Kaufmännischen Wissens (bis 1869), die die Moskauer Handelsakademie förderte. In der Zeit 1861–1864 erwarb er von Fürst Alexander Alexejewitsch Schtscherbatow und dem Kaufmann Skuratow zwei Baumwollspinnereien in Naro-Fominsk, für deren Führung er eine Genossenschaft mit Sitz in Moskau im Haus der Kaufmannsgesellschaft gründete. Im Ujesd Wereja besaß er einen Torfabbaubetrieb und im Ujesd Borowsk eine weitere Papierfabrik. 1866 wurde er Aufsichtsratsmitglied der Moskauer Kaufmannsbank. 1871 gründete er mit anderen die Moskauer Handelsbank und war ihr Aufsichtsratsvorsitzender bis 1890. Auch war er Aufsichtsratsmitglied der Russischen Außenhandelsbank.
Von 1866 bis 1888 war Jakuntschikow stimmberechtigtes Mitglied der Moskauer Stadtduma. Auf seine Initiative wurde die Geschäftsstraße Uliza Petrowskije Liniji verlängert.
Im Südwesten Moskaus besaß Jakuntschikow eine Ziegelei. 1876 erwarb er eine weitere Ziegelei in Odinzowo. Mit Jakuntschikow-Ziegeln wurden viele Moskauer Gebäude gebaut, so auch das Staatliche Historische Museum, das Warenhaus GUM und die Staatliche Weinhandlung Nr. 1. 1880 kaufte er von General Wladimir Alexandrowitsch Menschikow das Landgut Tscherjomuschki-Snamenskoje mit Datschen, die er zunächst vermietete. Dann setzte er sich dort zur Ruhe. Außerdem besaß er seit Mitte der 1860er Jahre das Landgut und Herrenhaus Wwedenskoje bei Swenigorod, das er 1884 an Graf Sergei Dmitrijewitsch Scheremetew verkaufte. 1897 beteiligte er sich an der Aktiengesellschaft Stahl zur Ausbeutung einer Erzlagerstätte am Ladogasee wie auch die Bachruschins. Allerdings wurde kein Erz gefunden.
Jakuntschikow war seit 1854 in erster Ehe verheiratet mit Jekaterina Wladimirowna Alexejewa (1833–1858), deren Neffe Konstantin Sergejewitsch Stanislawski war. Ihr Sohn Wladimir (1855–1916) heiratete die Künstlerin Marija Fjodorowna Mamontowa. Ihre Tochter Jelisaweta (1856–1937) heiratete den Fabrikanten Wladimir Grigorjewitsch Saposchnikow, während ihre zweite Tochter Natalja (1858–1931) Wassili Dmitrijewitsch Polenow heiratete. In zweiter Ehe heiratete Jakuntschikow 1861 Sinaida Nikolajewna Mamontowa (1843–1919), die Cousine Sawwa Iwanowitsch Mamontows und Schwester der Frau Wera des Kaufmanns Pawel Michailowitsch Tretjakow. Von den neun Kindern aus dieser Ehe wurde  Marija (1870–1902) Künstlerin, deren Werke sich in der Tretjakow-Galerie befinden, während Wera (1871–1923) Künstlerin und Musikerin war und den Kristallographen George V. Wulff heiratete.